# Phenacovolva fusula
Phenacovolva fusula is een slakkensoort uit de familie van de Ovulidae. De wetenschappelijke naam van de soort is voor het eerst geldig gepubliceerd in 1973 door Cate & Azuma in Cate.